# Le Martinet
Le Martinet är en kommun i departementet Gard i regionen Occitanien i södra Frankrike. Kommunen ligger i kantonen Saint-Ambroix som tillhör arrondissementet Alès. År 2022 hade Le Martinet 739 invånare.

## Befolkningsutveckling
Antalet invånare i kommunen Le Martinet
Referens:INSEE